# Complete of FIELD OF VIEW at the BEING studio
『complete of FIELD OF VIEW at the BEING studio』（コンプリート・オブ・フィールド・オブ・ビュー・アット・ザ・ビーイング・スタジオ）は、FIELD OF VIEWのベスト・アルバム。

## 内容
at the BEING studioシリーズ第14弾。メンバー自作曲よりも、坂井泉水、織田哲郎、多々納好夫、小松未歩、AZUKI七、大野愛果などによる提供曲中心の選曲となっている。また、グループ活動時の未発表音源2曲および「君がいたから（Acoustic Version）」が、Premium Tracks（#15～17）として初収録。「あの時の中で僕らは」、「迷わないで」は、view時代の音源と発表されているが、実際はview時代のシングルとは異なる音源で収録されている（詳しくは、各曲の解説を参照）。全曲リマスタリング。ライナーノーツ付き。スペシャルBOX仕様。
2012年9月26日に価格を1680円に改めた再発盤が期間限定で発売された。

## 収録内容
| #         | タイトル                              | 作詞       | 作曲       | 編曲                     | 時間  |
| --------- | ------------------------------------- | ---------- | ---------- | ------------------------ | ----- |
| 1.        | 「君がいたから」                      | 坂井泉水   | 織田哲郎   | 葉山たけし               | 4:07  |
| 2.        | 「突然」                              | 坂井泉水   | 織田哲郎   | 葉山たけし               | 4:33  |
| 3.        | 「Last Good-bye」                     | 坂井泉水   | 多々納好夫 | 葉山たけし               | 3:49  |
| 4.        | 「Dreams」                            | 辻尾有佐   | 織田哲郎   | 徳永暁人                 | 4:24  |
| 5.        | 「DAN DAN 心魅かれてく」              | 坂井泉水   | 織田哲郎   | 葉山たけし               | 3:34  |
| 6.        | 「青い傘で」                          | AZUKI七    | 大野愛果   | 徳永暁人 & FIELD OF VIEW | 4:25  |
| 7.        | 「大空へ」                            | 小松未歩   | 小松未歩   | 寺尾広                   | 5:10  |
| 8.        | 「渇いた叫び」                        | 小松未歩   | 小松未歩   | 小澤正澄                 | 4:19  |
| 9.        | 「冬のバラード」                      | 小田佳奈子 | 多々納好夫 | 池田大介                 | 4:47  |
| 10.       | 「この街で君と暮らしたい」            | 小松未歩   | 小松未歩   | 葉山たけし               | 4:54  |
| 11.       | 「CRASH」                             | AZUKI七    | 綿貫正顕   | 池田大介                 | 3:53  |
| 12.       | 「Holiday」                           | 浅岡雄也   | 小田孝     | 池田大介 & FIELD OF VIEW | 4:02  |
| 13.       | 「あの時の中で僕らは」                | 浅岡雄也   | 浅岡雄也   | 池田大介                 | 4:44  |
| 14.       | 「迷わないで」                        | 浅岡雄也   | 多々納好夫 | 池田大介                 | 4:31  |
| 15.       | 「君を見ていた僕と 僕を見ていた君と」 | 浅岡雄也   | 浅岡雄也   | 池田大介 & FIELD OF VIEW | 4:15  |
| 16.       | 「Real prayer」                       | 浅岡雄也   | 小橋琢人   | 池田大介 & FIELD OF VIEW | 4:39  |
| 17.       | 「君がいたから」(Acoustic Version)    |            |            | 池田大介 & FIELD OF VIEW | 3:33  |
| 合計時間: | 合計時間:                             | 合計時間:  | 合計時間:  | 合計時間:                | 73:39 |

### 楽曲解説
1. 君がいたから
1stシングル。
2. 突然
2ndシングル。
3. Last Good-bye
3rdシングル。
4. Dreams
6thシングル。
5. DAN DAN 心魅かれてく
4thシングル。
6. 青い傘で
12thシングル。
7. 大空へ
ベストアルバム「SINGLES COLLECTION+4」収録。
8. 渇いた叫び
8thシングル。
9. 冬のバラード
14thシングル。
10. この街で君と暮らしたい
7thシングル。
11. CRASH
11thシングル。
12. Holiday
15thシングルのカップリング曲。解散ライブ[2]でラスト曲として披露され[1]、解散後に問い合わせが殺到したことにより収録された[1]。
13. あの時の中で僕らは
viewの1stシングル。view時代の音源と発表されているが[1]、シングルバージョンとは異なる未発表テイク。ベストアルバム「SINGLES COLLECTION+4」では新録バージョンにて収録されている[3]。
14. 迷わないで
viewの2ndシングル。こちらもview時代の音源と発表されているが[1]、シングルバージョンとは異なり、1stアルバム「FIELD OF VIEW I」に収録されたバージョン。オリジナルのシングルバージョンは、ベストアルバム「BEST OF BEST 1000」に収録されている。
15. 君を見ていた僕と 僕を見ていた君と
未発表曲。19thシングル「Truth of Love」と同時進行で制作されていた[4]。
16. Real prayer
未発表曲。解散前に制作されており、元々解散が決定する前はアルバムをリリースするつもりで制作に励んでいた[4]。
17. 君がいたから (Acoustic Version)
未発表バージョン。元々は16thシングル「冬のバラード」のカップリング予定曲だった[4]。アコースティック・ギターは、DIMENSIONの増崎孝司が担当している[4]。